# Minoritenkirche (Wien)
Koordinaten: 48° 12′ 35″ N, 16° 21′ 50″ O
Die Minoritenkirche (Italienische Nationalkirche Maria Schnee) ist eine römisch-katholische Hallenkirche am Minoritenplatz im 1. Wiener Gemeindebezirk Innere Stadt und Heimat der italienischsprachigen Gemeinde Wiens. Seit dem 29. Juni 2021 ist die denkmalgeschützte Kirche Eigentum der Priesterbruderschaft St. Pius X. (FSSPX), an die die Kirche von der vormaligen Besitzerin, der Italienischen Kongregation Maria Schnee, geschenkt wurde.

## Lage
Die Minoritenkirche steht auf dem Minoritenplatz im 1. Gemeindebezirk in Wien. Sie ist aufgrund der Lage des Baugrunds nicht geostet. Die U-Bahn-Station Herrengasse (U3) hat einen Ausgang zum Minoritenplatz, unmittelbar neben der Kirche.
Die Position des Gotteshauses im Kärntner Viertel im Südosten der Inneren Stadt ist auf der Karte zu sehen.

## Geschichte der Gemeinde und des Gotteshauses

### 13. bis 16. Jahrhundert

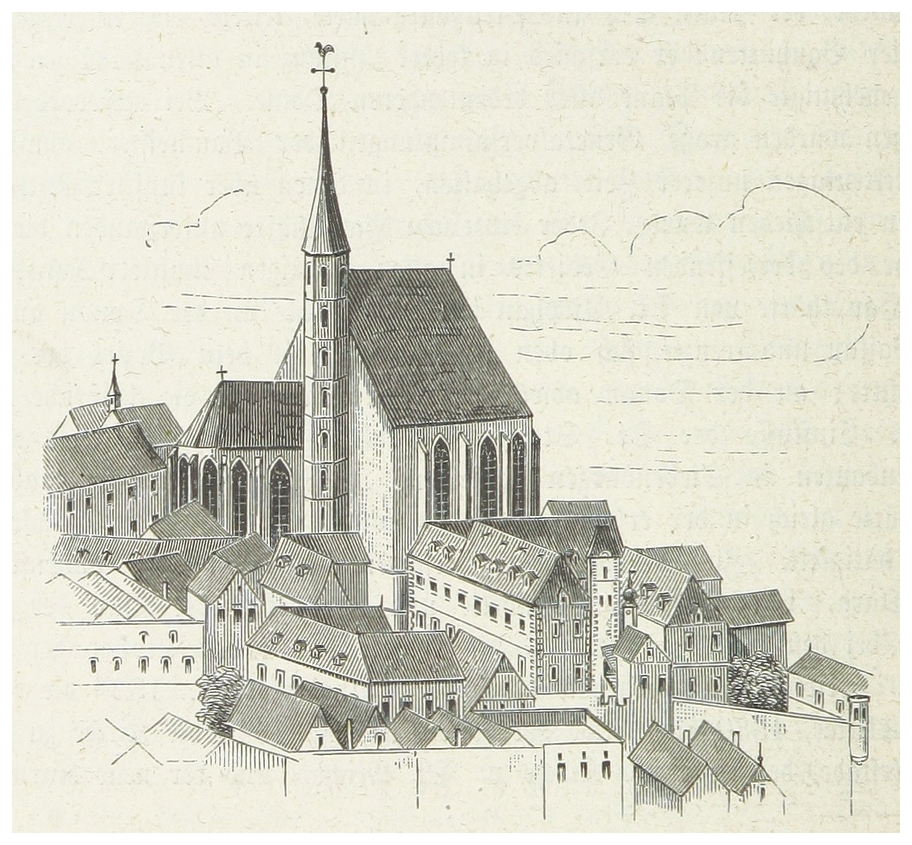
Darstellung der Kirche mit erhaltenem Turm und Langchor neben dem gleichnamigen Kloster; das Kloster befand sich im Süden der Kirche. (Geschichte der Stadt Wien, 1872)

Die Minoriten oder Minderbrüder (fratres minores), der Stamm, aus dem die Ordensfamilie der Franziskaner erwuchs, wurden 1224 von Herzog Leopold VI. nach Österreich gerufen und sie gründeten das Wiener Minoritenkloster. Nach dem Stadtbrand von 1275 legte König Ottokar Přemysl den Grundstein für die neue Kirche des Minoritenklosters. Sie war eine der ersten gotischen Kirchen im ostösterreichischen Raum und bestand wahrscheinlich aus einem zweischiffigen Langhaus mit angeschlossenem Langchor. Nach Ottokars Tod in der Schlacht auf dem Marchfeld wurde er in dem inzwischen fertiggestellten Kirchengebäude dreißig Wochen aufgebahrt.
Bedeutende Veränderungen gab es unter den ersten Habsburger-Herrschern Österreichs. Blanche von Frankreich (1282–1305), die Gattin Herzog Rudolfs III. von Österreich, ließ eine Kapelle für ihren Großvater, den Heiligen Ludwig von Frankreich, an die Nordseite des Langhauses anbauen, die 1328 vollendet wurde. Sie hatte einen separaten Eingang und keine Verbindung zum Langhaus.
Dies wurde ab etwa 1340 verändert, als die Ludwigskapelle mit dem bis dahin zweischiffigen Langhaus zu einem nunmehr dreischiffigen Kirchenraum mit zwei Chören vereinigt wurde. Im Langhaus wurden neue Bündelpfeiler eingezogen und im Westen wurden ein zusätzliches Joch sowie ein neues Portal angebaut. Der ganze Bau folgte dem Schema französischer Kathedralarchitektur. Die Baumeister sind unbekannt; es wird aber angenommen, dass Jacobus Parisiensis, der Beichtvater Herzog Albrechts II. führend beteiligt war.
Insgesamt repräsentiert die nahe an der Wiener Hofburg gelegene Kirche also eher einen höfisch beeinflussten Stil als die typische Bettelordensarchitektur, was auch dadurch zum Ausdruck kommt, dass sie einen Turm besitzt.
Die beiden Seitenportale im Westgiebel wurden bei den Umbauarbeiten im Jahr 1513 zugemauert. – In den folgenden Jahrhunderten blieb die Kirche größtenteils unverändert, nur dass in verschiedenen Kriegen und Belagerungen immer wieder der Turm in Mitleidenschaft gezogen wurde: Während der Ersten Türkenbelagerung 1529 wurde die Spitze erstmals zerstört, um 1633 aber wieder aufgebaut. Der Zweiten Türkenbelagerung 1683 fiel die Turmspitze erneut zum Opfer. Das zerstörte Spitzhelmdach wurde schließlich 1761 durch ein Flachdach ersetzt.

### 18. bis 20. Jahrhundert
Eine entscheidende Zäsur kam im Jahr 1782, als die Minoriten im Zuge der Religionspolitik Josephs II. in die ehemalige Kirche der Weißspanier, die Alserkirche, abgesiedelt wurden. Die Minoritenkirche wurde im folgenden Jahr am 3. Juni 1784 auf Betreiben des Monarchen Eigentum der Italienischen Kongregation Maria Schnee und somit zur italienischen Nationalkirche erklärt. In diesem Zusammenhang wurde sie, bezugnehmend auf das in Santa Maria Maggiore verehrte Gnadenbild, dem Patrozinium Maria Schnee (Madonna della Neve) unterstellt – dieses Patrozinium besteht heute noch.
Die 1625 als marianische Kongregation der Italiener in Wien gegründete Organisation ist eine katholische Laienkongregation. Sie war von 1774 bis 1784 Eigentümerin der in der Nähe der Minoritenkirche befindlichen ehemaligen Katharinenkapelle (die ehemalige Kirche des Wiener Kaiserspitals), welche für den Besuch der etwa 7.000 Menschen zählenden Italienischen Gemeinde Wiens eindeutig zu klein war. Dieser Missstand wurde durch die Übersiedlung der italienischen Gemeinde in die ehemalige Minoritenkirche behoben.
Die ausgesiedelten Minoriten brachten das mit einem Christusbild versehene Kreuz über dem Hochaltar der ehemaligen Wiener Minoritenkirche nach Wimpassing, so dass es, als es später zurück nach Wien kam, Wimpassinger Kreuz genannt wurde. Eine Kopie davon hängt heute im Stephansdom, wo das Original beim Dombrand von 1945 zerstört worden ist.
Bei der Neuwidmung der ehemaligen Minoritenkirche erfolgten durch Johann Ferdinand Hetzendorf von Hohenberg zahlreiche Umbauten, die vor allem die Beseitigung barocker Elemente im Inneren mit sich brachten. Trotzdem war es im Endeffekt keine Regotisierung, wie dies öfter genannt wurde, da auch Teile des gotischen Kirchenbaus beseitigt wurden – namentlich der Langchor.

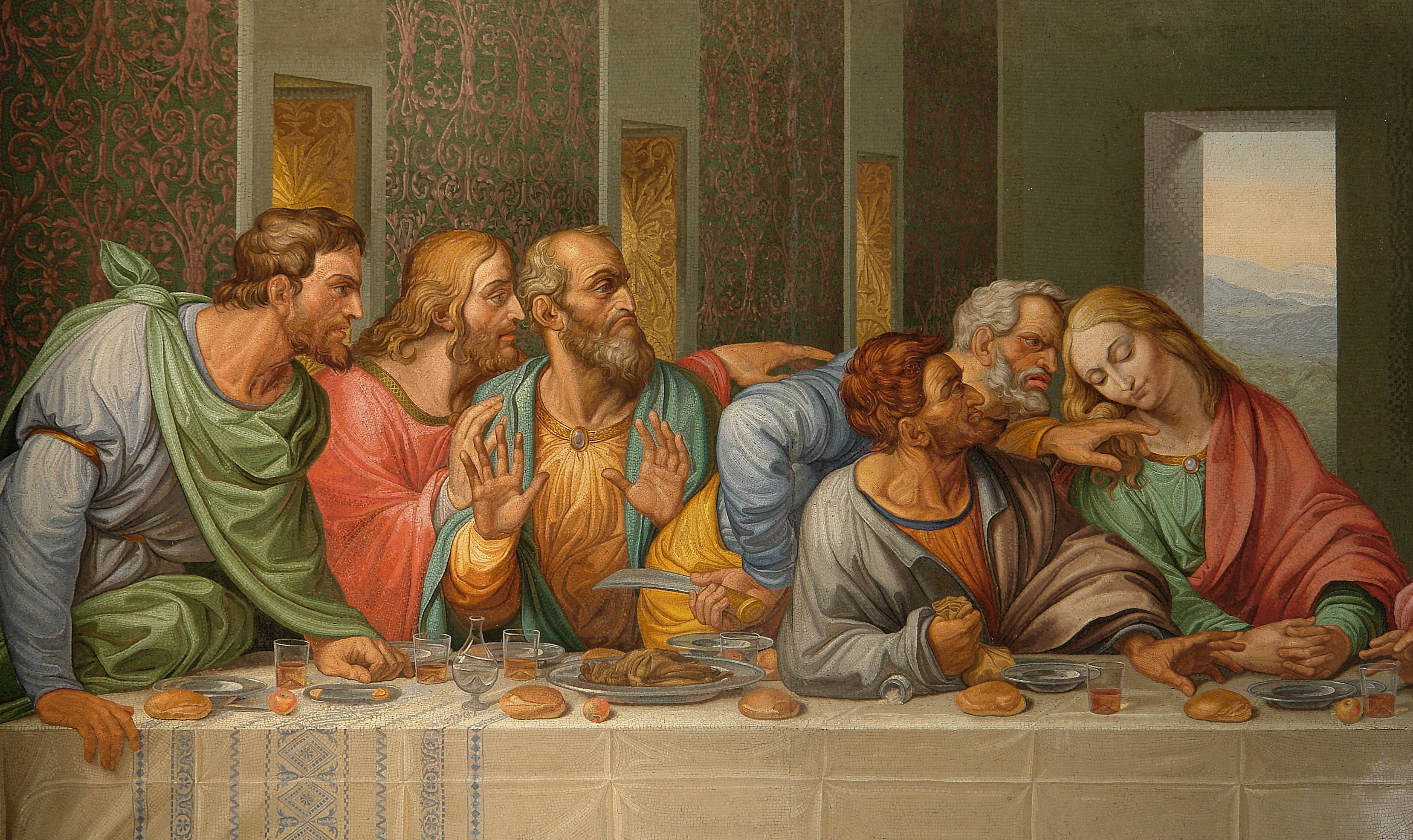
Teil der Mosaikkopie des Letzten Abendmahls von Da Vinci

Anfang des 19. Jahrhunderts entstand die Mosaikkopie von Leonardo da Vincis Letztem Abendmahl, die 1845–1847 in der Minoritenkirche angebracht wurde. Napoleon hatte sie bei Giacomo Raffaelli in Auftrag gegeben, sie wurde aber wie einige andere Kunstwerke erst nach seinem Sturz beendet. Schließlich kaufte Napoleons Schwiegervater Kaiser Franz I. das Kunstwerk. Für den ursprünglich vorgesehenen Aufstellungsort im Belvedere erwies sich das Mosaik als zu groß, so dass es letztlich in diese Kirche kam.
Im Jahrzehnt nach 1900 fanden die letzten Veränderungen statt, insbesondere der Anbau der chorähnlichen Sakristei im Osten (anstelle des Langchores) und des Arkadenganges im Süden der Kirche. 1902 wurde Louis von Giacomelli in die Baukommission der italienischen Kongregation Madonna della Neve (Maria Schnee) berufen, 1903–1909 leitete er nach dem Tod von Victor Lutz die Restaurierung, den Umbau und die Errichtung der Zubauten der ehemaligen Minoritenkirche, die ihm ihre heutige Gestalt verdankt.
Beim U-Bahn-Bau in den späten 1980er Jahren wurden die Grundmauern des Langchores freigelegt, die jetzt auf dem Platz nachgestaltet sind.
Ab 1784 betreuten teilweise Diözesanpriester und teilweise Ordenspriester der Redemptoristen die Gemeinde der Italienischen Nationalkirche.
Von 1957 bis 2019 waren Patres des Minoritenordens mit der Seelsorge betreut.

### Seit dem 21. Jahrhundert
Die Erzdiözese Wien sorgte dafür, dass ein Teil der italienischen Kultusgemeinde in die Pfarrkirche Alser Vorstadt umgesiedelt wurde, nachdem die Eigentümerin der Minoritenkirche, die Italienische Kongregation, den Seelsorgevertrag mit dem Minoritenorden im Dezember 2018 per 30. Juni 2019 aufgelöst hatte, der andere Teil verblieb in der Italienischen Nationalkirche. Für deren Seelsorge sorgten mehrere von der Italienischen Kongregation angefragte Weltpriester.
Seit 29. Juni 2021 ist die Priesterbruderschaft St. Pius X. Eigentümerin der Kirche; mit 3. Juni 2022 übernahm sie die Seelsorge der Italienischen Kongregation und der bestehenden Italienischen Gemeinde. Die Heiligen Messen in italienischer Sprache in der Wiener Minoritenkirche finden weiterhin an den gewohnten Tagen und zu den üblichen Zeiten statt. Auch die Italienische Schule ist weiterhin in den Räumlichkeiten der Minoritenkirche in Betrieb. Anfänglich führte der Eigentümerwechsel zu Kontroversen, weil es Differenzen zwischen der Wiener Erzdiözese und der Piusbruderschaft zum Zweiten Vatikanischen Konzil gibt. Diese wurden allerdings bald beigelegt; die gut besuchten traditionellen Hl. Messen der Minoritenkirchen, die einzigen in der Wiener Innenstadt, sind mittlerweile zu einem fixen Bestandteil des spirituellen Angebotes der Stadt geworden. 2024 feierte hier die Priesterbruderschaft das 800-Jahr Jubiläum der Wiener Minoritenkirche mit einer Festwoche, 2025 wird hier zudem das 400-Jahr Jubiläum der Italienischen Kongregation und der 200. Todestag ihres Mitglieds Antonio Salieri begangen.

## Architektur

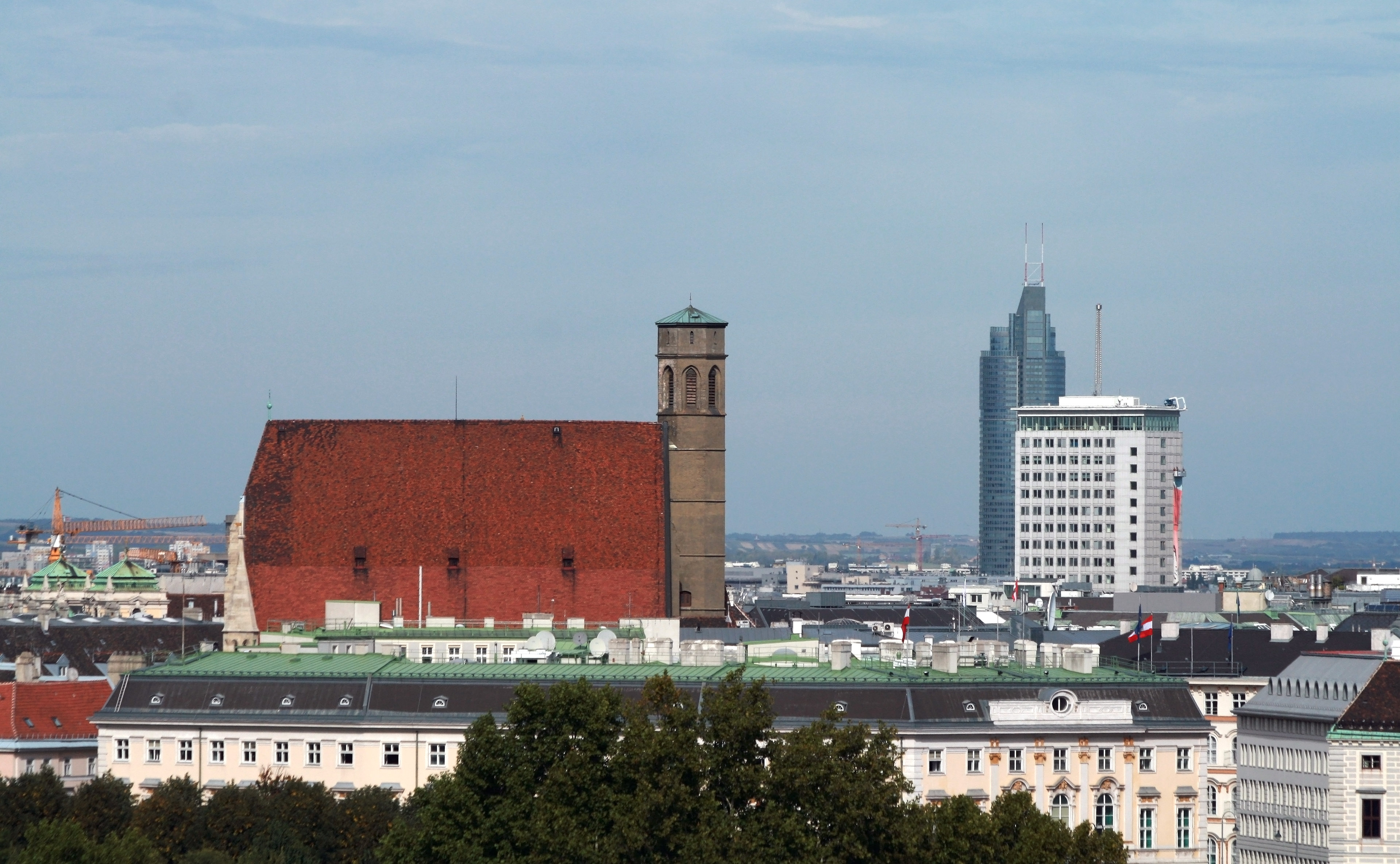
Satteldach und Glockenturm

### Außen
Das Auffälligste an der Minoritenkirche ist ihr großes mit roten Dachziegeln gedecktes Satteldach, das tief heruntergezogen ist. Ein weiteres dominantes Merkmal ist der 54 Meter hohe Westgiebel, der einem typisch französischen Bauschema folgt, wie es in Österreich eher selten ist: er ist in einzelne Flächen gegliedert und besaß drei Portale, über denen jeweils ein hohes mehrbahniges spitzbogiges Fenster eingebaut ist. Das trichterförmige Spitzbogen-Hauptportal ist elf Meter hoch, 8,50 Meter breit und wird durch einen Mittelpfeiler geteilt und getragen. Die anderen beiden Portale sind zugemauert. aber in ihren Umrissen erhalten.
Das Tympanon über dem Hauptportal ist durch Zirkelschläge in drei Felder unterteilt, im mittleren Feld ist Christus auf einem Astkreuz gestaltet. Links sind Maria mit Maria Magdalena und andere weibliche Figuren geformt, rechts Johannes der Evangelist, Hauptmann Longinus und andere männliche Figuren. Die jeweils äußerste männliche und weibliche Figur sollen Herzog Albrecht II. und seine Gemahlin Johanna von Pfirt darstellen, zumal die männliche Figur einen Herzogshut zu tragen scheint. Die Figuren samt denen in den Bögen des Hauptportals und an der Mittelsäule sind sehr elegant und feingliedrig dargestellt – ein deutlicher französischer Einfluss und zugleich wichtiges Stilmerkmal der Minoritenwerkstatt, die bis etwa 1360 nachweisbar ist.

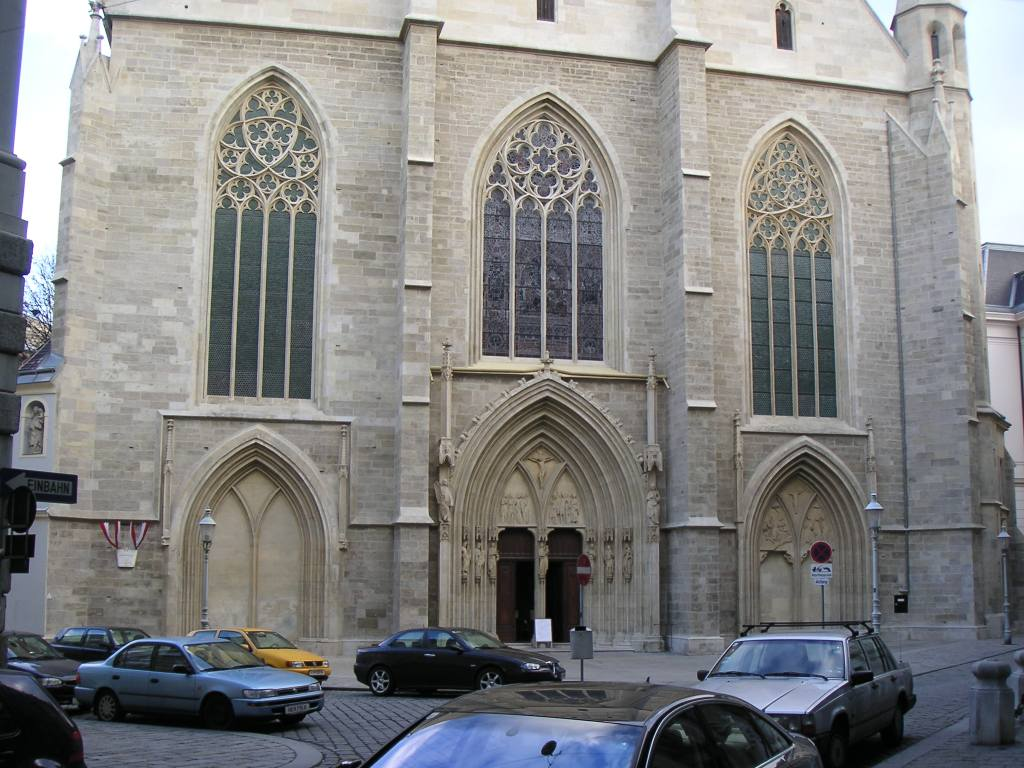
Portal der Westfassade

Im Osten des Gotteshauses beherrscht der um 1350–60 errichtete Kirchturm samt Glockenstube die Ansicht. Er hat einen quadratischen Grundriss und ist 65 Meter hoch. Der Turm geht in Höhe der Dachtraufe bei etwa 25 m in ein schlankeres achteckiges Bauteil über. An dieser Stelle befindet sich an der Fassade eine eher kleine steinerne Figur, die den Laienbruder Nikolaus darstellt. Unmittelbar neben dem Turm stehen zwei ungleiche kleinere Rundbauten, einer ist der Treppenturm zur Empore, der andere ist das Sakristeihaus.
An der nördlichen Ecke dieser Fassade erhebt sich ein kleiner schlanker neogotischer Glockenturm. Ein geplantes Pendant an der anderen Ecke wurde jedoch nicht gebaut.
Das Kirchengebäude besteht aus einer dreischiffigen Hallenkirche. Am Ende des Nordschiffes befindet sich der Chor der Antoniuskapelle, am Ende des Südschiffes der Zugang zur Sakristei.
Ein Kolonnadengang im Südbereich des Gotteshauses schließt das Bauensemble ab.

### Innen

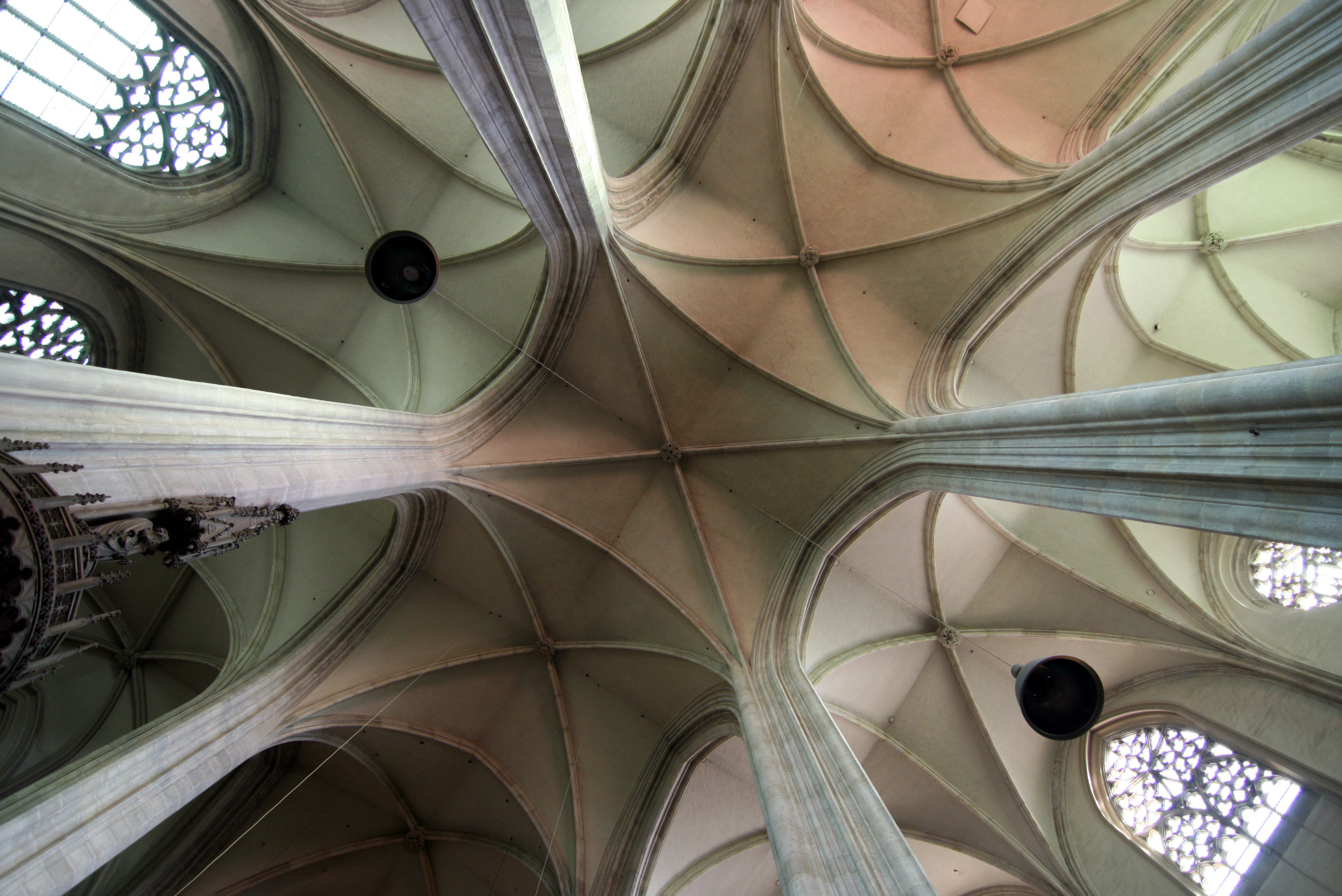
Gewölbedetail

Die Decken der Kirchenschiffe sind mit Kreuzrippengewölbe versehen.

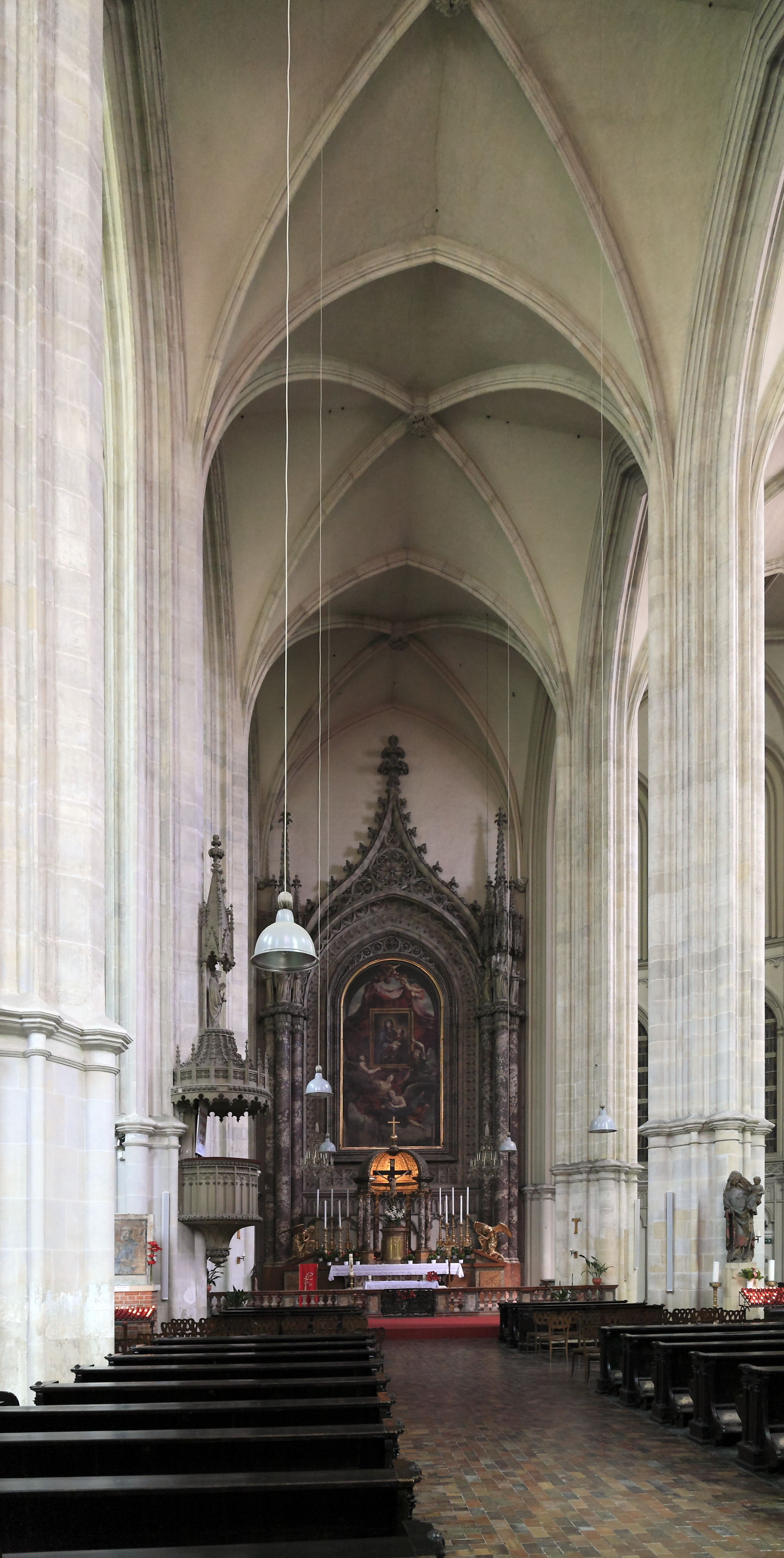
Mittelschiff

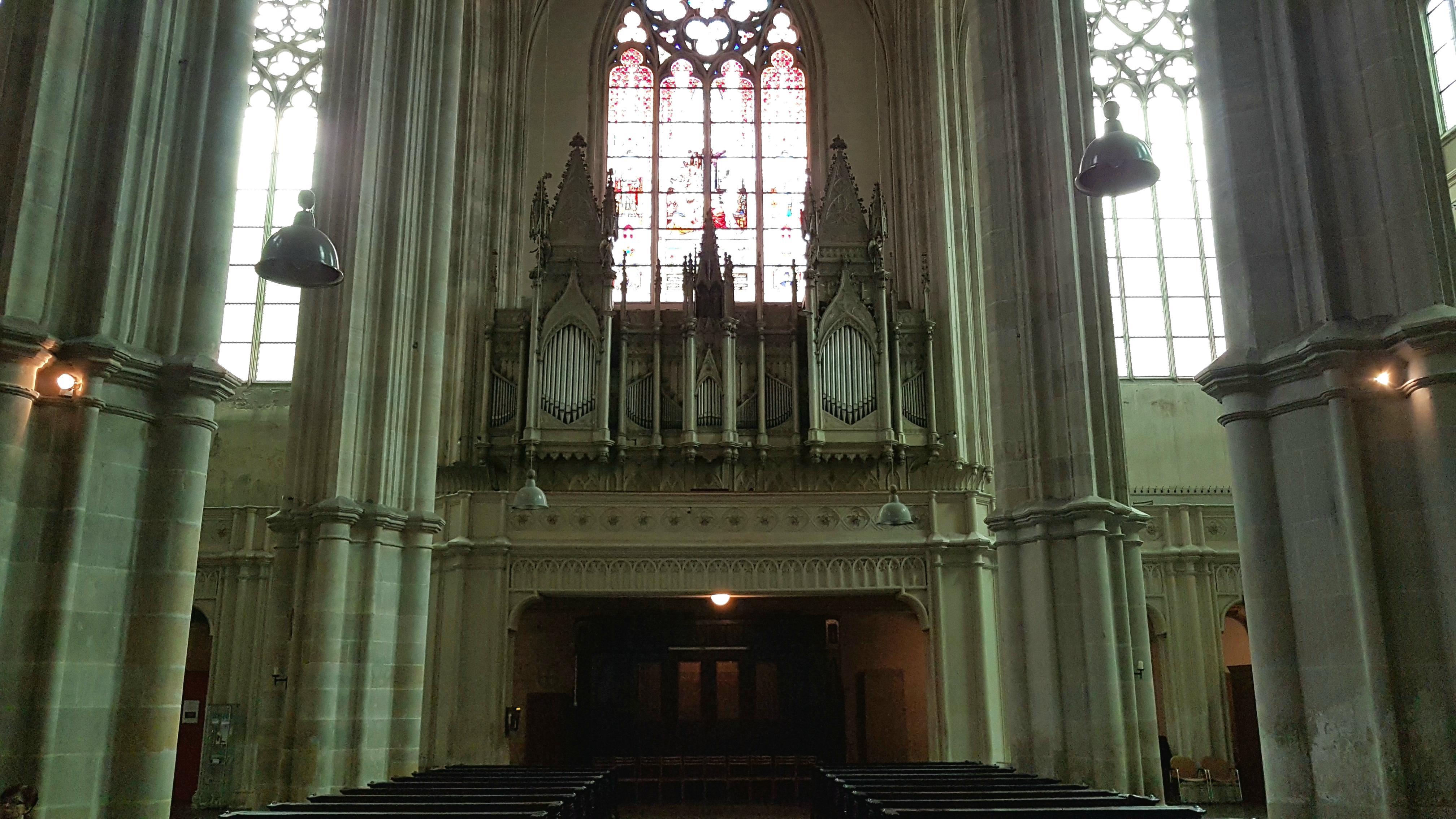
Empore und Orgelprospekt

Der Chorraum wurde im Turmunterbau eingefügt und besitzt deshalb keine Fenster.
Die Empore ist über dem Hauptportal zwischen den Stützpfeilern errichtet worden und trägt die historische Orgel. Hinter der Orgel am großen Mittelfenster befindet sich die einzige große Glasmalerei der Minoritenkirche. Sie stellt die Heilige Cäcilia an der Orgel spielend umgeben von musizierenden Engeln dar, sowie den hl. Johannes den Täufer und die hl. Katharina von Alexandria.

## Ausstattung

### Altar, Kanzel

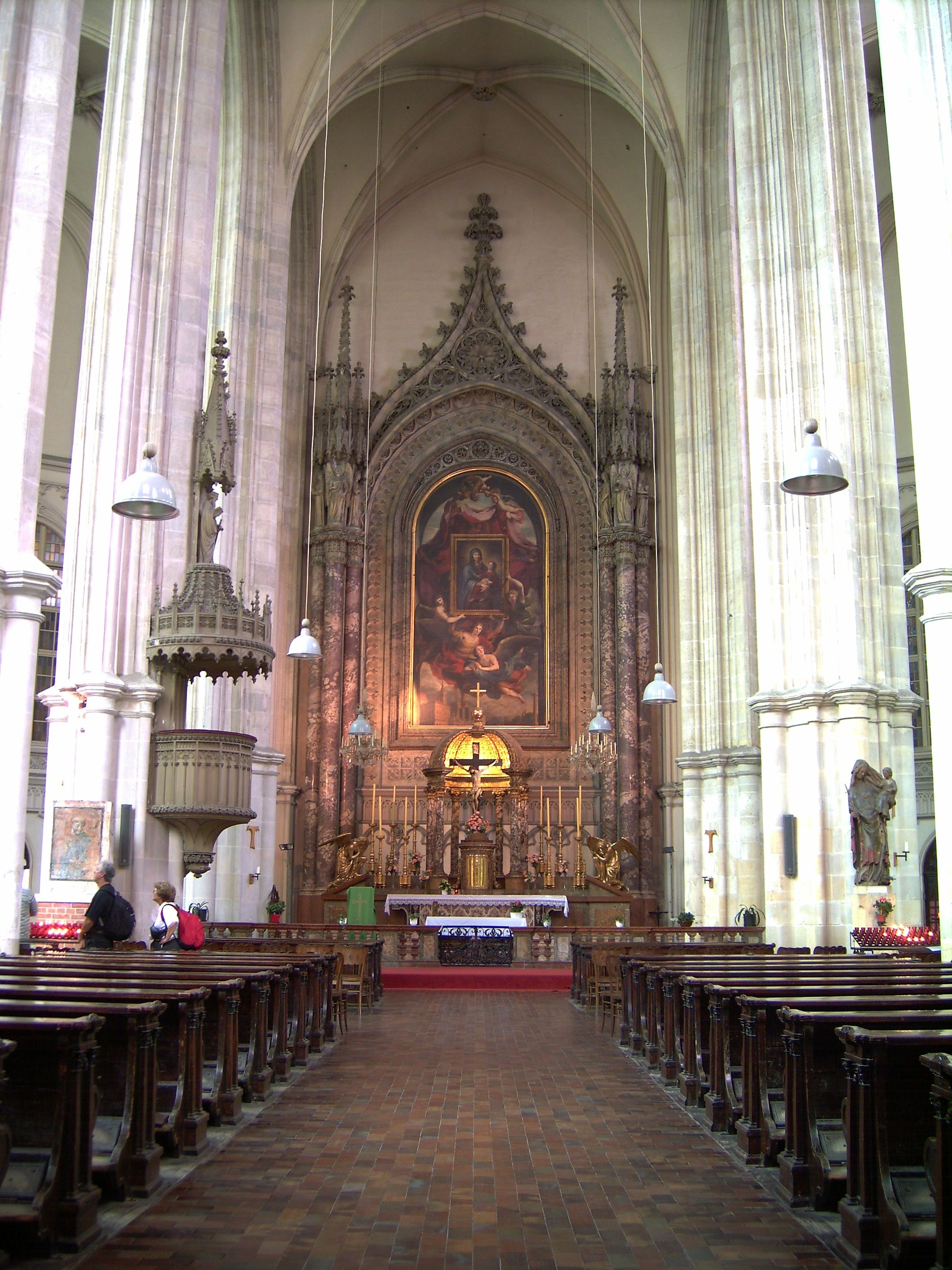
Altarraum mit Hochaltar und Kanzel, auf einem einstufigen Podest gegenüber dem Kirchenboden angehoben, Sommer 2005

Im Chor steht ein Hochaltar mit einem bedeutenden Altargemälde von Ignaz Unterberger. Das Bild stellt das von Engeln getragene Gnadenbild Maria Schnee dar und ist von Marmorsäulen eingefasst. Vor dem Altar steht ein länglich-rechteckiger Altartisch. Der Altarbereich ist mit einer niedrigen Balustrade gegen den Kirchenhauptraum abgeteilt.
An einem Pfeiler ist eine hölzerne Kanzel abgestützt, die über einen Rundkorb mit darüber angeordnetem haubenartigem Schalldeckel verfügt. Oberhalb dieses Deckels steht eine männliche Heiligenfigur, den hl. Paulus mit Schwert darstellend, bekrönt von einem gotischen Spitzdach in Fialenform.

### Fenster, Gestühl, Wandbilder
Mehr als zehn Reihen hölzerner Kirchenbänke sind im Hauptschiff aufgestellt und bilden einen breiten mit Fliesen versehenen Mittelgang. Die Bänke bieten mindestens 200 Gläubigen Sitzgelegenheiten.

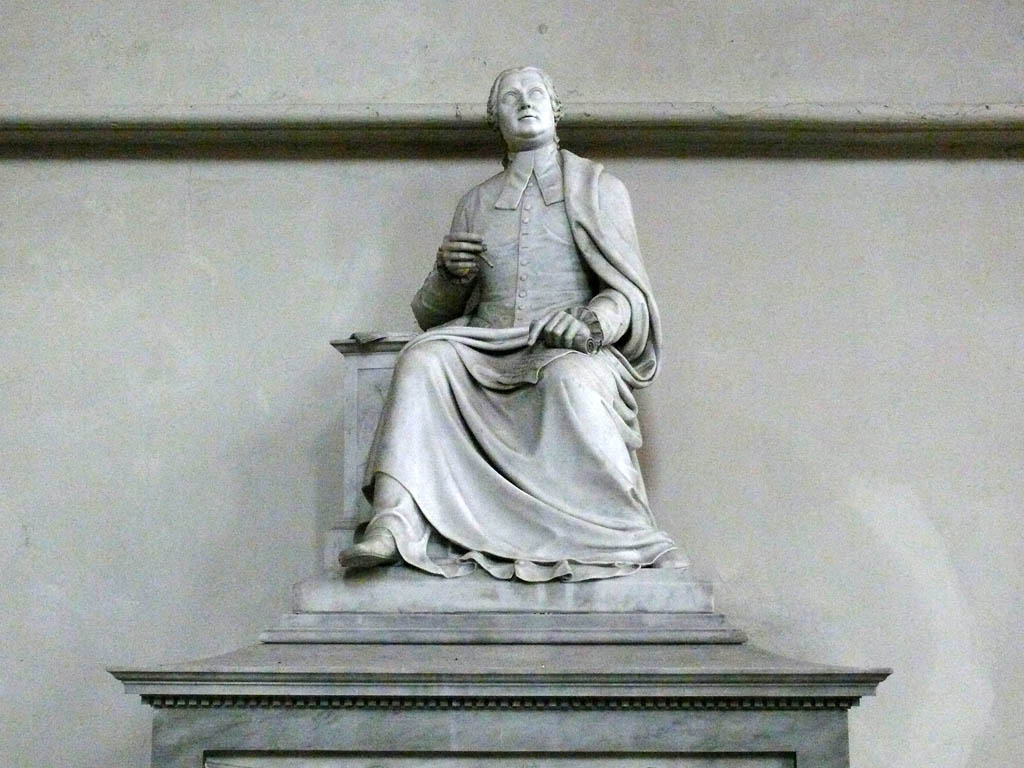
Pietro Metastasio, Grabmal

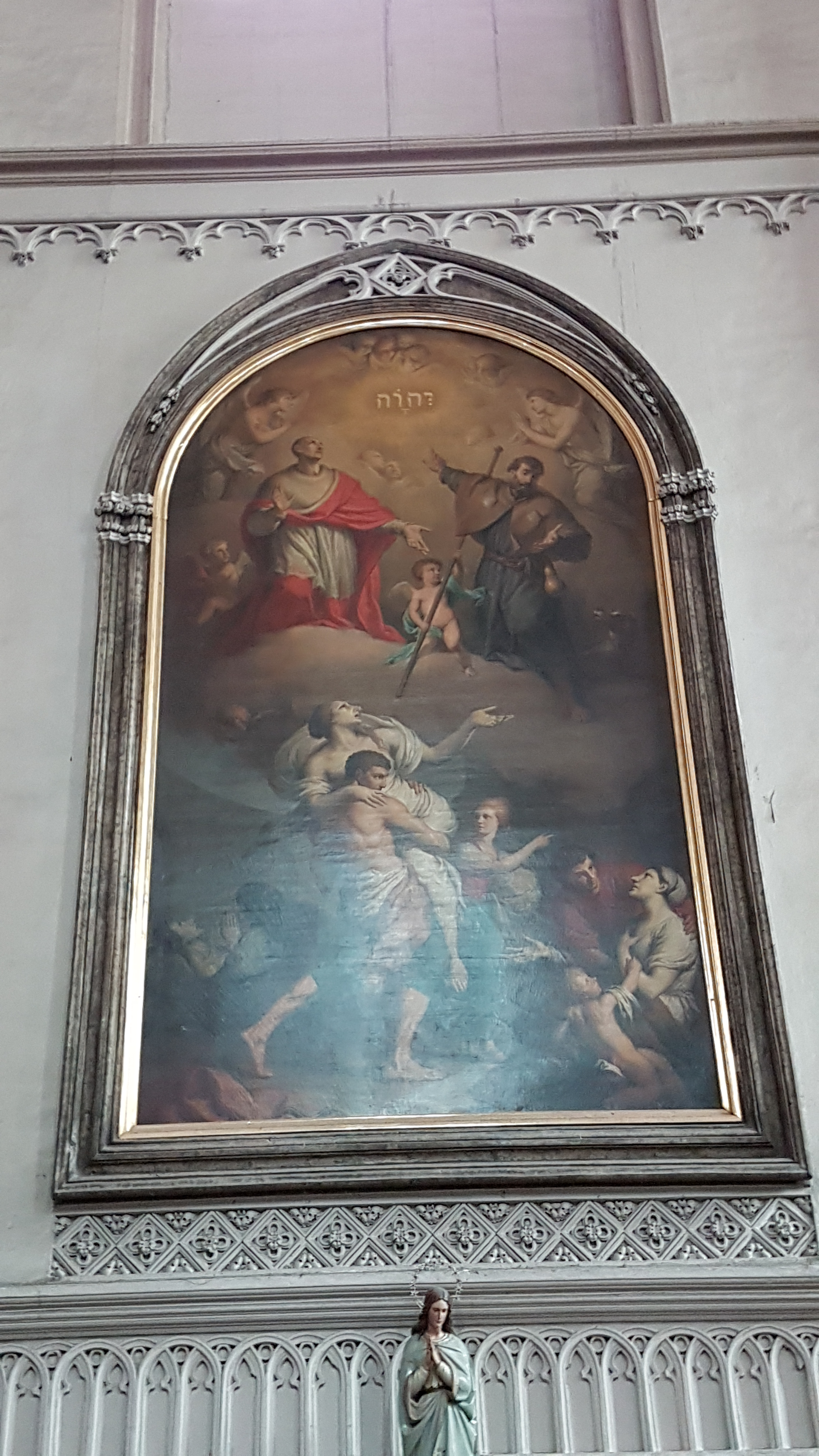
Beispiel für eines der Ölgemälde in der Kirche

Die Seitenwände des Kirchenschiffes trugen anfangs Fresken mit den Wappen früherer Eigentümer des Gotteshauses oder bedeutender Kirchengemeindemitglieder. Bei der Kirchenrestaurierung im Jahr 1784 übernahm die Minoritengemeinde sechs barocke Ölbilder aus der gerade aufgelösten Schwarzspanierkirche und brachte sie auf diesen Flächen an. Zusätzlich kam ein Gemälde von Johann Hautzinger aus dem Depot der Hofgalerie an die Wand, das im 18. Jahrhundert gemalt worden war. Es zeigt die Zusammenführung der heiligen Familie im Tempel von Jerusalem, wobei Maria und Josef den zwölfjährigen Jesus wegen seines Verschwindens rügen.

### Grabmäler
In der Minoritenkirche befindet sich das Grabmal des Librettisten Pietro Metastasio, der allerdings in der Michaelerkirche beigesetzt wurde. Ebenso ist Margarete von Tirol hier beigesetzt. Im Bereich der heutigen Antonius-Kapelle (die einstige Ludwigskapelle) liegt die nicht zugängliche Gruft der Familie Hoyos, wo unter anderem der Kupfersarg mit den sterblichen Überresten der Mystikerin Christina Rieglerin steht.

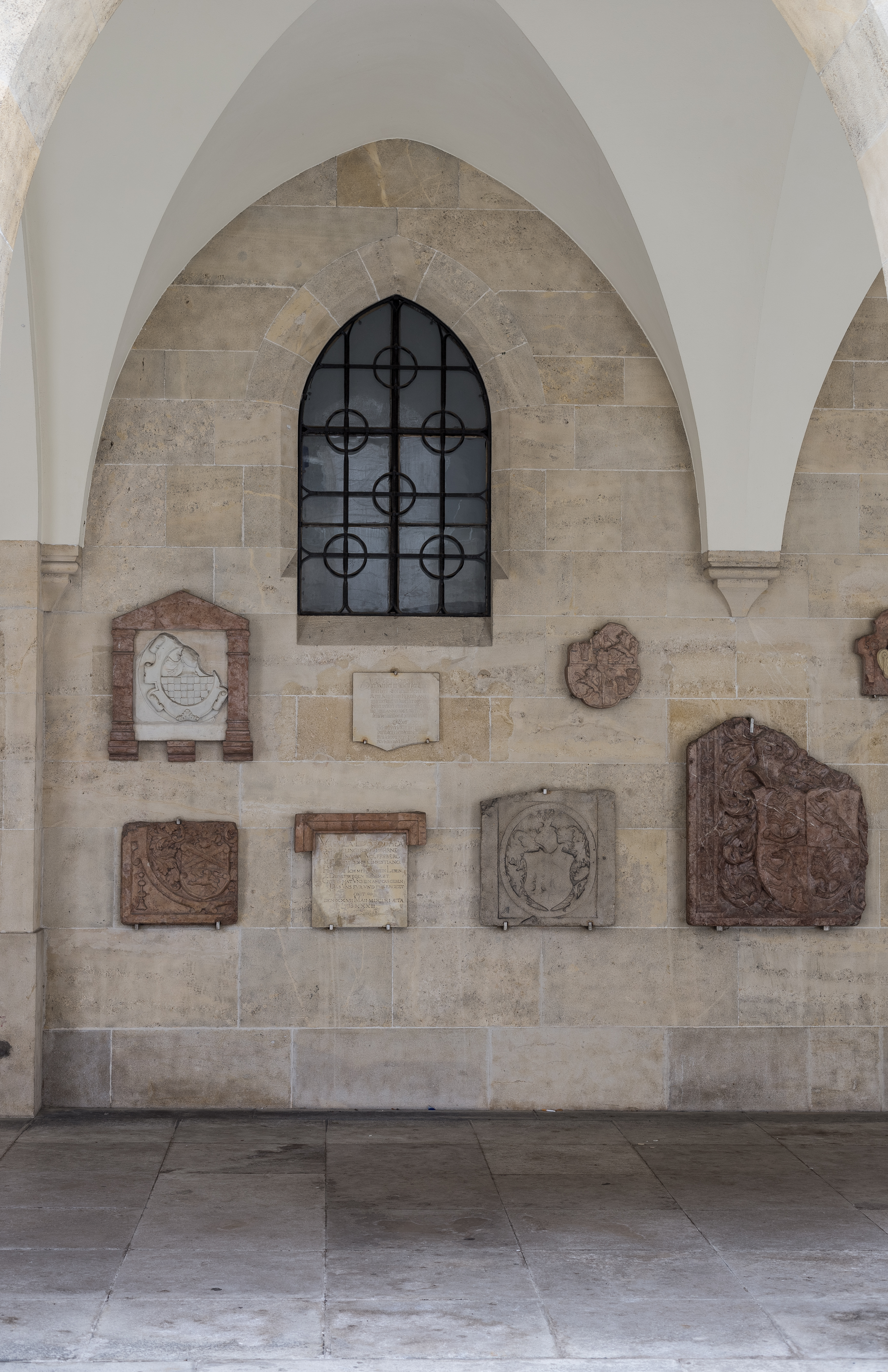
Epitaphe in den Arkaden

Unter den Arkaden an der Südseite der Kirche befinden sich Reste von Grabsteinen, die von den ursprünglich im Umfeld des Minoritenklosters beigesetzten Persönlichkeiten künden.

### Orgeln

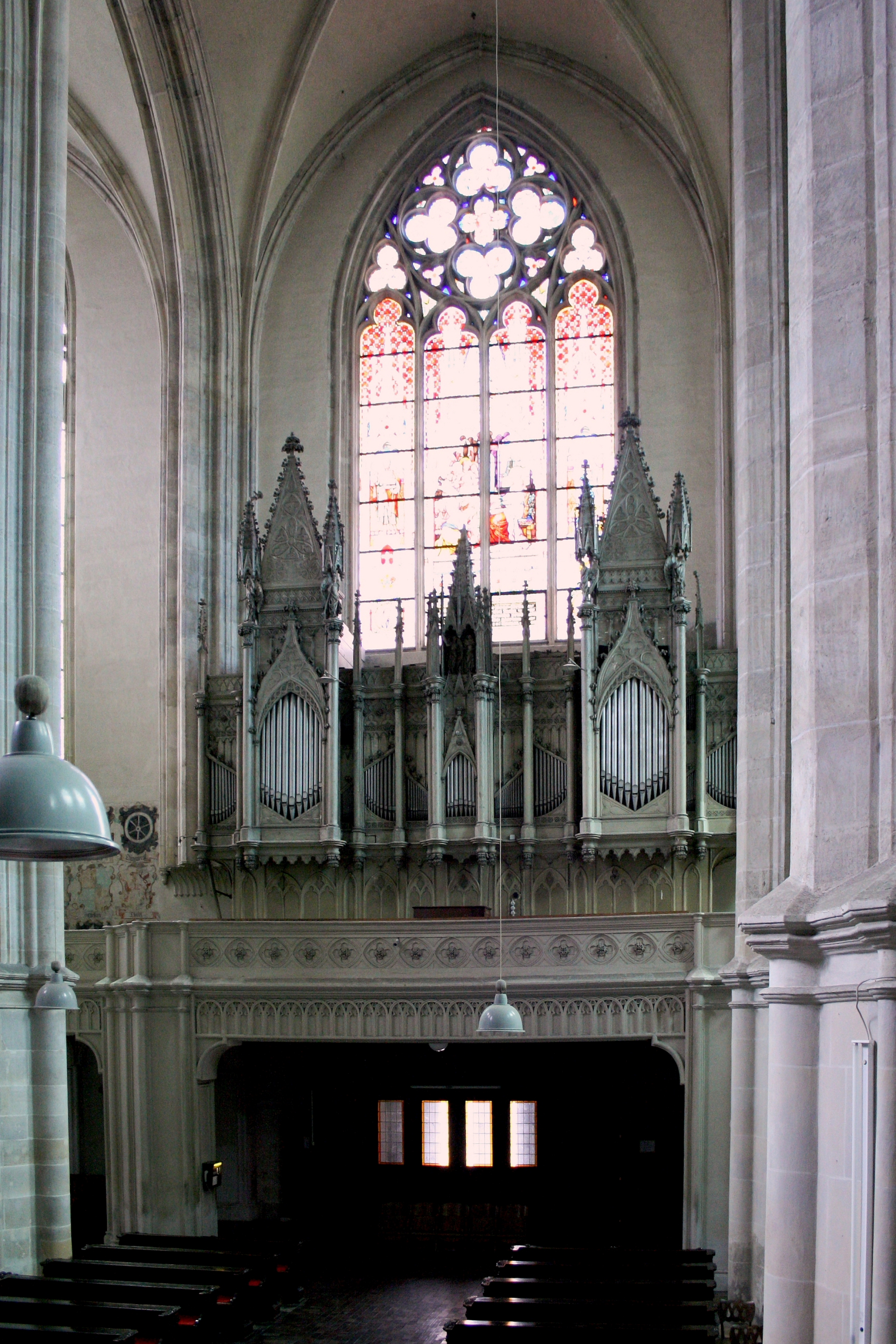
Historische Orgel der Minoritenkirche

Die Orgel mit 20 Registern und zwei Manualen hinter einem gotisierenden Prospekt gehört zu den bedeutenden historischen Orgeln Wiens. Sie wurde nach Plänen von Johann Milani und Ferdinand Hetzendorf unter Verwendung der Pfeifen, der Windladen und des Spieltischgehäuses einer 1673 erbauten Vorgängerorgel von Franz Xaver Christoph 1786 gebaut. Sie ist weitgehend im Original erhalten und wurde 1972 von Arnulf Klebel teilrestauriert. Im Jahr 2013 war sie restaurierungsbedürftig und fast unspielbar.
Eine neu gebaute Schrankorgel der Firma Cavaliere Francesco Zanin aus Codroipo bei Udine konnte im Februar 2018 zum Palmsonntag vom Apostolischen Nuntius S.E. Monsignor Peter Stephan Zurbriggen eingeweiht werden. Das Instrument erhielt seinen Platz im Parterre des Kirchenschiffs; die oben beschriebene historische Orgel verblieb auf ihrem Platz auf der Empore.
| I Manual CDEFGA–c3 |    |
| Prinzipal          | 8′ |
| Quintatön          | 8′ |
| Waldflöte          | 8′ |
| Octav              | 4′ |
| Nachthorn          | 4′ |
| Quint              | 3′ |
| Superoctav         | 2′ |
| Cymbel II          |    |
| Mixtur IV          |    |

| II Positiv CDEFGA–c3 |       |
| Copula               | 8′    |
| Salicional           | 8′    |
| Prinzipal            | 4′    |
| Flöten               | 4′    |
| Octav                | 2′    |
| Quint                | 1 ⁄3′ |

| Pedal CDEFGA–a0 |     |
| Violonbass      | 16′ |
| Prinzipal       | 08′ |
| Octavbass       | 08′ |
| Quintbass       | 06′ |
| Cornett III     |     |

- Koppeln: II/I

## Glocken
Bereits in früheren Jahrhunderten befanden sich in den Türmen des Gotteshauses Kirchenglocken, insgesamt vier. Zu Beginn des 20. Jahrhunderts ließ die Pfarrgemeinde in Trient vier neue bronzene Glocken herstellen und in den Turm aufziehen. Im Jahr 1914 requirierte das Herrscherhaus die drei größten, um sie für Kriegszwecke umarbeiten zu lassen. Die kleinste Glocke, dem heiligen Antonius gewidmet, durfte in der Kirche verbleiben. – Wegen akuter Einsturzgefahr des Kirchturms darf diese Glocke seit langer Zeit nicht mehr geläutet werden.
In den 2020er Jahren erfolgte ein Spendenaufruf, um unter anderem auch „der Kirche ihre Stimme wiederzugeben“, sie soll also ein neues Geläut bekommen.
Die Antoniusglocke ist mit einer gekröpften Krone mit Löwenköpfen versehen, die mittels eines Kettenzugs betätigt werden konnte. Die Glockenzier zeigt ein Netz reichhaltiger floraler Ornamente, in denen fein ausgearbeitete Darstellungen des Antonius’ und der Maria eingebettet sind.
Im Mai 2023 wurde für die Minoritenkirche ein Glockenspiel mit elf Glocken in der Innsbrucker Glockengießerei Grassmayr gefertigt. Die größte Glocke hat einen Durchmesser von 42 Zentimetern, wiegt 50 Kilogramm und ist auf den Ton C3 gestimmt, während die kleinste einen Durchmesser von 20 Zentimetern und ein Gewicht von 10 Kilogramm aufweist. Für die Installation war eine Erweiterung des Glockenstuhls mit Balken aus Eichenholz erforderlich. Perspektivisch soll das Glockenspiel auf bis zu 24 Glocken erweitert werden.

## Kulturelle Nutzungen

### Ausstellungen

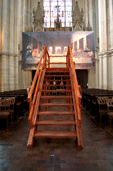
Versuchsaufbau zum Abendmahl 2006

Im Jahr 2006 fand in der Minoritenkirche die Ausstellung Leonardo da Vinci, Mensch – Künstler – Genie statt. Kurator der Ausstellung war David Sayn, Produzent Christoph Rahofer.
Es wurden Kopien aller bekannten Gemälde Leonardo da Vincis in Originalgröße gezeigt. Die digitale Bearbeitung machte vor allem die ursprünglichen Farben teilweise sichtbar. Zur Perspektive des Abendmahls gab es einen Versuchsaufbau, der die Zentralperspektive des Abendmahls belegt, bei der sich der Augpunkt auf Höhe der Schläfe der Christusfigur befindet. Für diesen Beweis wurde eine Treppe installiert, die dem Besucher die Einnahme dieses Betrachtungspunkt ermöglichte. Ein Computerprogramm von David Sayn errechnete den genauen Abstand des Betrachters: Das von Leonardo da Vinci festgelegte Zentrum des Bildes ist die Schläfe der Christusfigur und gleichzeitig der Punkt, in dem sich alle (perspektivischen) Strahlen treffen. Leonardo hat die Strahlen mittels eines Nagels und gespannten Schnüren ermittelt. (siehe Bild)

### Konzerte
In der Kirche finden gelegentlich Konzerte mit der Orgel oder von Orchestern statt.

## Gemeindearbeit und Seelsorge
Pfarrer/Priester (Auswahl)
- 1808–1813: Clemens Maria Hofbauer
- 1950er: Minoriten
- seit 2021: Priesterbruderschaft St. Pius X